# العلاقات البوتسوانية الكونغوية
العلاقات البوتسوانية الكونغولية هي العلاقات الثنائية التي تجمع بين بوتسوانا وجمهورية الكونغو.

## مقارنة بين البلدين
هذه مقارنة عامة ومرجعية للدولتين:
| وجه المقارنة                                              | بوتسوانا                       | [[تصنيف:صفحات تستخدم رمز علم غير موجود\|]] جمهورية الكونغو |
| --------------------------------------------------------- | ------------------------------ | ---------------------------------------------------------- |
| المساحة (كم2)                                             | 581.74 ألف                     | 342.00 ألف                                                 |
| عدد السكان (نسمة)                                         | 2.29 مليون                     | 5.26 مليون                                                 |
| الكثافة السكانية (ن./كم²)                                 | 3.94                           | 15.38                                                      |
| العاصمة                                                   | غابورون                        | برازافيل                                                   |
| اللغة الرسمية                                             | لغة إنجليزية                   | لغة فرنسية                                                 |
| العملة                                                    | بولا بوتسواني                  | فرنك وسط أفريقي                                            |
| الناتج المحلي الإجمالي (بليون دولار)                      | 17.41 مليار                    | 8.72 مليار                                                 |
| الناتج المحلي الإجمالي (تعادل القوة الشرائية) بليون دولار | 35.84 مليار                    | 29.48 مليار                                                |
| الناتج المحلي الإجمالي الاسمي للفرد دولار أمريكي          | 6.36 ألف                       | 1.85 ألف                                                   |
| الناتج المحلي الإجمالي للفرد دولار أمريكي                 | 16.10 ألف                      |                                                            |
| مؤشر التنمية البشرية                                      | 0.698                          | 0.591                                                      |
| رمز المكالمات الدولي                                      | +267                           | +242                                                       |
| رمز الإنترنت                                              | .bw                            | .cg                                                        |
| المنطقة الزمنية                                           | ت ع م+02:00، توقيت وسط إفريقيا | ت ع م+01:00                                                |

## منظمات دولية مشتركة
يشترك البلدان في عضوية مجموعة من المنظمات الدولية، منها:
| علم المنظمة | اسم المنظمة                                 | تاريخ انضمام بوتسوانا | تاريخ انضمام جمهورية الكونغو |
| ----------- | ------------------------------------------- | --------------------- | ---------------------------- |
|             | البنك الدولي للإنشاء والتعمير               | 24 يوليو 1968         | 10 يوليو 1963                |
|             | يونسكو                                      | 16 يناير 1980         | 24 أكتوبر 1960               |
|             | منظمة التجارة العالمية                      | ?                     | ?                            |
|             | وكالة ضمان الاستثمار متعدد الأطراف          | 15 مايو 1990          | 16 أكتوبر 1991               |
|             | البنك الإفريقي للتنمية                      | ?                     | ?                            |
|             | منظمة الشرطة الجنائية الدولية               | ?                     | ?                            |
|             | مؤسسة التمويل الدولية                       | 23 مارس 1979          | 1 أكتوبر 1980                |
|             | الأمم المتحدة                               | 17 أكتوبر 1966        | 20 سبتمبر 1960               |
|             | الاتحاد الأفريقي                            | 31 أكتوبر 1966        | ?                            |
|             | مجموعة دول أفريقيا والكاريبي والمحيط الهادئ | ?                     | ?                            |
|             | مؤسسة التنمية الدولية                       | 24 يوليو 1968         | 8 نوفمبر 1963                |
|             | منظمة حظر الأسلحة الكيميائية                | ?                     | ?                            |
|             | المركز الدولي لتسوية المنازعات الاستشارية   | 14 فبراير 1970        | 14 أكتوبر 1966               |

## وصلات خارجية
- موقع وزارة الخارجية البوتسوانية